# خاره‌چسب
خاره‌چسب‌ها جز نرم‌تنان شکم‌پای دریایی هستند و در راسته شکم‌پایان کشککی Patellogastropoda قرار دارند.
در خاره‌چسب‌ها پوسته‌ها مخروطی شکل و مسطح هستند.
آنها در سرتاسر ناحیه ساحلی زندگی می‌کنند و از منطقه بالای جزر و مدی تا قسمت‌های کم عمق ناحیه پایین جزر و مدی سواحل سنگی یافت می‌شوند، خاره‌چسب‌ها به طور معمول متصل به صخره‌ها هستند و در این گونه محلها یافت می‌شوند(سواحل سنگی).
خاره‌چسب‌ها به صورت یک صفحه‌هایی یا یک برآمدگی بر روی سطح صخره‌ها دیده می‌شوند و خودشان را به صخره‌ها متصل می‌کنند.
اینها از یک ماده لزج پدالی و یک پای عضلانی استفاده می‌کنند که به اینها اجازه می‌دهد تا در برابر امواج شدید و همچنین در زمان جزر خودشان را در برابر خشک شدگی محافظت کنند.
خاره‌چسب‌ها از جلبک‌های موجود بر روی سطح صخره‌ها تغذیه می‌کنند و برای این کار از یک سوهانک Radula (بخشی نوارمانند و کیتینی در دهان نرم‌تنان که دارای چندین ردیف دندان می‌باشد و برای جذب و خرد کردن غذا به کار می‌رود) استفاده می‌کنند.
اغلب خاره‌چسب‌ها ۸ سانتیمتر طول دارند اما یک نوع خاره‌چسب در غرب مکزیک تا ۲۰ سانتیمتر رشد می‌کند.
خاره‌چسب در هاوایی به «اُپیهی» معروف بوده و به عنوان یک غذای لذیذ مورد توجه هستند.
خاره‌چسب‌ها از جمله معدود بی‌مهرگانی هستند که رفتار قلمروگرایی از خودشان نشان می‌دهند و میل به تجاوز دارند و دیگر موجودات را به‌وسیله گسترش خودشان به زور از قلمروشان به خارج می‌رانند.
در نتیجه اینها این آزادی عمل را دارند که جلبک‌های اطراف قلمروشان را مورد چرا قرار دهند، همچنین جایی که خاره‌چسب‌ها از جلبک‌ها استفاده تغذیه می‌کنند آن صخره یک حالت لخت به خود می‌گیرد که علت آن رشد دیگر موجودات نیز می‌تواند باشد.

## عوامل شکارچی و تهدیدکننده
خاره‌چسب‌ها توسط موجودات مختلفی شکار می‌شوند از جمله ستاره دریایی، پرندگان ساحلی، ماهیان، انسان‌ها و...
خاره‌چسب‌ها سازوکارهای دفاعی مختلفی از خود نشان می‌دهند از جمله فرار یا محکم کردن پوسته‌شان.